# Estel fix

Els estels fixos en la representació del sistema solar de Tycho Brahe

Els estels fixos (del llatí stellae fixae) són objectes celestes que no semblen moure's pel que fa als altres estels del cel nocturn. Un estel fix és, per tant, qualsevol estel excepte el Sol. Una nebulosa o un altre objecte amb forma d'estrela també pot anomenar-se estel fix. En diverses cultures s'ha imaginat que els estels constitueixen imatges en el cel anomenades constel·lacions. En l'antiga astronomia grega es creia que les estreles coexistien en una esfera celeste o firmament, que girava diàriament al voltant de la Terra.

## Origen del nom
L'expressió s'originà en l'època clàssica, quan els astrònoms i filòsofs naturals van dividir les llums celestes en dos grups. Un contenia els estels fixos, que semblaven sortir i pondre's sense canviar de disposició amb el temps. L'altre comprenia els planetes a ull nu, als quals denominaven estels errants. (Al Sol i la Lluna també se'ls deia planetes a voltes). Els planetes semblaven moure's i canviar de posició en curts períodes (setmanes o mesos), i semblava que es moguessen entre les bandes d'estels anomenades zodíac. També poden distingir-se dels estels fixos perquè aquests tendeixen a centellejar, mentre que aquells semblen brillar amb una llum estable.
El catàleg d'estels de Claudi Ptolemeu del segle II de comprén 1.022 estels fixos visibles des d'Alexandria, i esdevingué el nombre estàndard d'estels de la cultura occidental durant milers d'anys. El nombre d'estrelles visibles a ull nu és de prop de 6.000; només al voltant de la meitat són visibles en un moment específic de la nit i en un punt concret de la Terra. Totes es troben en la Via Làctia i a diferents distàncies de la Terra. La majoria només se'n pot detectar amb telescopi o inferint indirectament la seua existència, ja que o són molt pàl·lides o estan cobertes per gas interestel·lar, pols o altres estels més propers.

## Els estels són fixos o no són fixos
Els estels fixos tenen paral·laxi, que és un canvi en la posició aparent causat pel moviment orbital de la Terra, el qual només s'ha observat en temps moderns. Es pot utilitzar per a mesurar les distàncies entre estels propers. Aquest moviment és només aparent.
Les estreles fixes, però, exhibeixen moviment real, el qual pot entendre's dins del moviment de la galàxia a la qual pertanyen, en part a causa de la seua rotació, i en part al moviment propi de l'estrella.
El moviment real de l'estel es divideix en moviment radial i propi: el segon és el component al llarg de la línia de visió. El 1718 Edmund Halley enuncià el seu descobriment, que els estels fixos tenien en realitat moviment propi. Les cultures antigues no ho havien inferit perquè requereix mesuraments precisos durant llargs períodes. De fet, el cel nocturn de hui s'assembla molt a com era milers d'anys enrere, tant que algunes de les constel·lacions modernes ja havien estat batejades pels babilònics.
El moviment propi pot determinar-se mesurant la posició d'un estel relatiu a un conjunt seleccionat i limitat d'objectes molt distants que no exhibeixin moviment mutu, que, per la seua distància, pot assumir-se que tenen molt poc de moviment propi. També pot fer-se d'una altra manera: comparant fotografies d'un estel en diferents moments pel que fa a un gran fons d'objectes més distants. L'estel amb més moviment propi conegut és l'estel de Barnard.
L'expressió estrela fixa és tècnicament incorrecta, però així i tot s'usa en contextos històrics, i en mecànica clàssica.

## Els estels fixos en mecànica clàssica
En temps de Newton els estels fixos es van presentar com un sistema de referència suposat relatiu a l'espai absolut. En altres sistemes de referència, almenys pel que fa als estels fixos o en translació uniforme relativa a aquests estels, les lleis de Newton es creien vàlides. En canvi, en sistemes accelerats respecte als estels fixos, i en particular en els de rotació relativa respecte a aquests, aquestes lleis no eren vàlides en la seua accepció més simple. S'hi havien d'afegir forces fictícies com la centrífuga i l'efecte Coriolis.
Tal com sabem ara, les estreles fixes no són fixes. El concepte de sistemes de referència inercials no està ja vinculat als estels fixos o l'espai absolut. Per contra, la identificació d'un sistema inercial es basa en la simplicitat de les lleis físiques en el sistema, en particular, l'absència de forces fictícies.